# Compsilura concinnata
Compsilura concinnata là một loài ruồi trong họ Tachinidae.